# Vjekoslav Kobešćak
Vjekoslav Kobešćak (ur. 20 stycznia 1974 w Zagrzebiu) – chorwacki piłkarz wodny, zdobywca srebrnego medalu Igrzysk Olimpijskich w Atlancie oraz uczestnik Igrzysk Olimpijskich w Sydney i Atenach.